# ناوچه کلاس لوخ
ناوچه کلاس لوخ (به انگلیسی: Loch-class frigate) یک کلاس از کشتی است که طول آن ۳۰۷ فوت ۹ اینچ (۹۳٫۸۰ متر) می‌باشد.